# AZS Szczecin
AZS Radex Szczecin – polski profesjonalny klub koszykarski z siedzibą w Szczecinie istniejący w latach 2004–2013. 
Powstał w roku 2004. W sezonie 2009/2010 drużyna wywalczyła awans do I ligi pokonując w finale play-off grupy B II ligi – KS Open Basket Pleszew.